# Stutteri
Et stutteri er et sted hvor der avles heste. Blandt opgaver der udføres af et stutteri hører bedækning og opdræt.
I Frankrig og Tyskland findes der statsstutterier, der skal sikre en særlig høj kvalitet i avlsarbejdet.
Fuldblodsstutterier i Frankrig, Irland og England er oftest på private hænder. Halvblodsstutterier koncentrerer sig gerne om nationale racer som Trakhenere, Hannoveranere, Oldenborgere, irske huntere og Dansk Varmblod.